# Macromitrium amaniense
Macromitrium amaniense är en bladmossart som beskrevs av Potier de la Varde 1955. Macromitrium amaniense ingår i släktet Macromitrium och familjen Orthotrichaceae. Inga underarter finns listade i Catalogue of Life.